# Koppentor

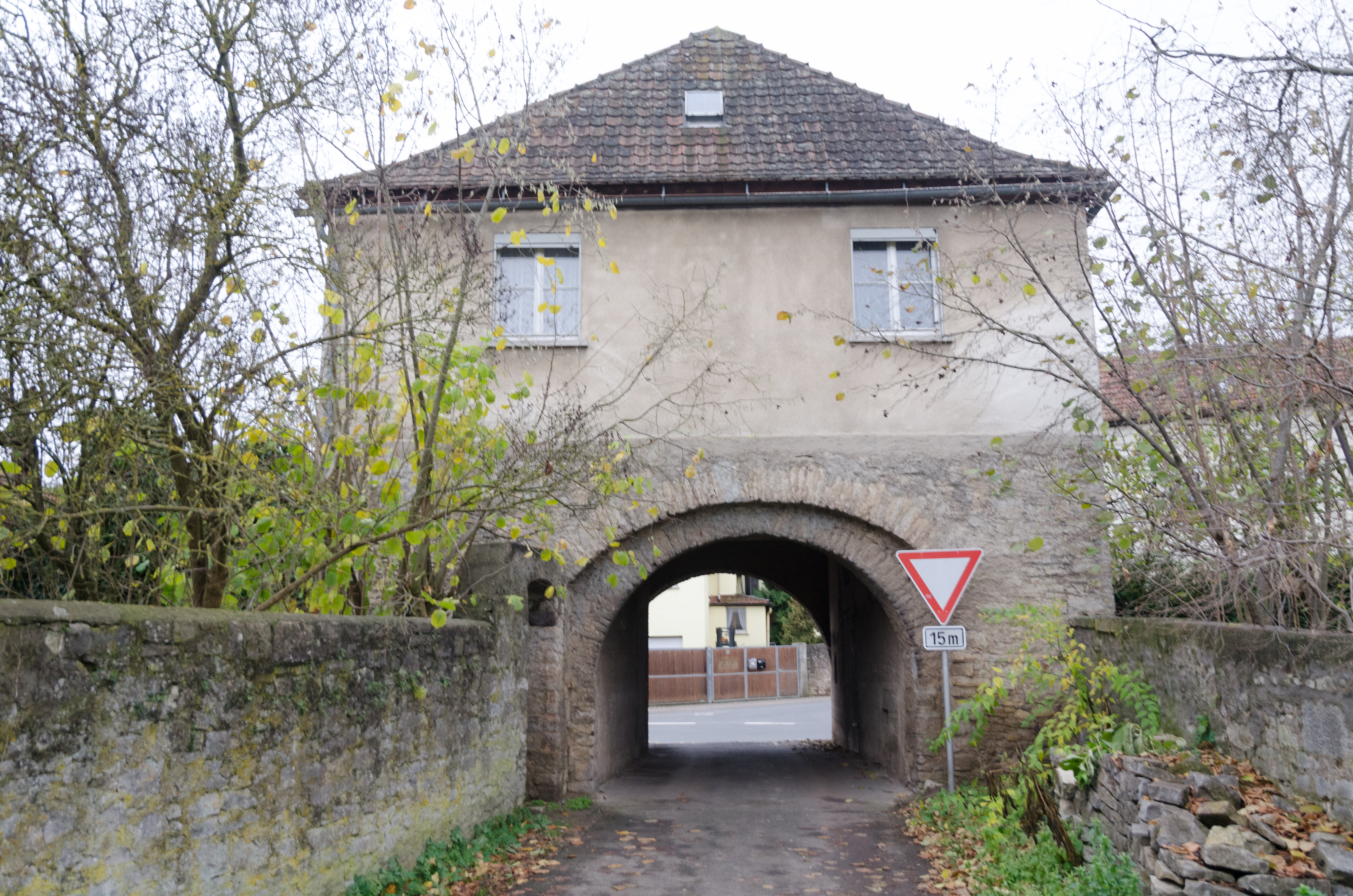
Koppentor in Mainstockheim

Das Koppentor in Mainstockheim, einer Gemeinde im unterfränkischen Landkreis Kitzingen (Bayern), wurde im 16./17. Jahrhundert errichtet. Das ehemalige Tor der Ortsbefestigung am Nordostausgang des Ortes mit der Adresse Hauptstraße 144 ist ein geschütztes Baudenkmal.

## Geschichte
Das auch Oberes Torhaus oder Oberes Maintor genannte Koppentor wurde als Teil der ehemaligen Dorfbefestigung erbaut. Im 17. Jahrhundert bewohnte Georg Kopp dieses Gebäude, davon dürfte auch der Name stammen.
Das heute in Privatbesitz befindliche Gebäude ist ein zweigeschossiger Pyramiddachbau mit rundbogiger Tordurchfahrt.